# Michael Bublé
Michael Steven Bublé (ur. 9 września 1975 w Burnaby) – kanadyjski piosenkarz jazzowy i popowy oraz aktor.
Odznacza się oryginalną, ciepłą barwą głosu. Wykonuje głównie covery, m.in. Franka Sinatry, The Beatles, Raya Charlesa, Bee Gees, Elvisa Presleya. Współpracował m.in. z Davidem Fosterem, Stevie’em Wonderem, Nelly Furtado, Laurą Pausini i Chrisem Bottim.

## Życiorys

### Dzieciństwo
Urodził się i dorastał w Burnaby. Jest synem Amber (z d. Santago) i Lewisa Bublé, gospodyni domowej i rybaka. Ma dwie młodsze siostry: Crystal i Brandee. Jego dziadkowie byli włoskimi imigrantami: rodzice matki pochodzili z okolic Pescary, ojca – z Dalmacji.
Zainspirowany przez dziadka, Mitcha Santagę, zainteresował się amerykańskimi standardami jazzowymi i artystami, takimi jak Tony Bennett, Frank Sinatra czy Dean Martin. Duży wpływ na ukształtowanie jego gustu i późniejszego stylu muzycznego miał także album Binga Crosby’ego Merry Christmas oraz twórczość Harry’ego Connicka juniora.

### Kariera zawodowa
Jako nastolatek zaczął karierę aktorską, brał udział w licznych przesłuchaniach oraz grał w amatorskim teatrze. Coraz częściej występował także wokalnie – z powodzeniem uczestniczył w konkursach dla młodych talentów oraz zaczął koncertować po klubach jazzowych. W tym okresie jego pierwszą menedżerką została Beverly Delich, dzięki której pomocy przez następne kilka lat grał koncerty w Vancouver i Toronto, m.in. był stałą atrakcją w hotelu „Georgia”, a w 1997 podpisał kontrakt na regularne występy w klubie nocnym „BaBalu”, ponadto śpiewał gościnnie w programie telewizyjnym Vicky Gabereau Show. W tym okresie kontynuował karierę aktorską: wystąpił jako młody Elvis Presley w musicalu Red Rock Diner, zagrał w spektaklu Forever Swing oraz pojawił się epizodycznie m.in. w filmie Bruce’a Paltrow Duety. Poza tym niezależna wytwórnia First Dance wydała jego pierwsze płyty: BaBalu (2001) i Dream (2002), na których umieścił jazzowe standardy.

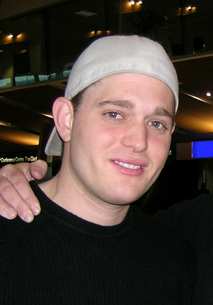
Michael Bublé (2004)

Podczas występu na weselu Caroline Mulroney, córki byłego premiera Kanady Briana Mulroneya, zwrócił na siebie uwagę Davida Fostera, który zaoferował mu pomoc obejmującą m.in. umożliwienie koncertowania w Los Angeles, poza tym zachęcił go do zadbania o nowy wizerunek. Jesienią 2001 nawiązał współpracę z Paulem Anką, który zaoferował częściowe sfinansowanie jego płyty. Po podpisaniu w 2002 kontraktu z wytwórnią Warner Bros. rozpoczął nagrania kolejnych coverów jazzowych w studiu nagraniowym Davida Fostera w Malibu. Jego nowym menedżerem wówczas został Bruce Allen. 11 lutego 2003 należąca do Warner Bros. wytwórnia 143 Records wydała jego album, zatytułowany po prostu Michael Bublé, który osiągnął ogromny sukces komercyjny, rozchodząc się w krótkim czasie w nakładzie 2 mln egzemplarzy. Promował go coverami utworów: „Kissing a Fool” George Michaela, „How Can You Mend a Broken Heart?” Bee Gees i „Sway” Deana Martina. Również w 2003 wydał świąteczny minialbum pt. Let It Snow oraz zagrał w filmie Charlesa Martina Smitha Zimne piekło. W 2004 otrzymał nagrodę Juno w kategorii „najlepszy młody talent”, ponadto był nominowany do nagrody za album roku, ale przegrał z Samem Robertsem i płytą We Were Born in a Flame. Po skompletowaniu zespołu koncertowego odbył międzynarodową trasę obejmującą występy w USA (m.in. przez dwa tygodnie grał w hotelu „Roosevelt” w Los Angeles) i Europie. Zarejestrowane występy z tras wydał na swoim pierwszym albumie koncertowym pt. Come Fly with Me, który ukazał się w marcu 2004. W tym samym roku nawiązał współpracę z Alainem Changiem, który zaczął komponować, aranżować i produkować dla niego piosenki.
Podczas prac nad kolejnym albumem nawiązał współpracę m.in. z Amy Foster, z którą napisał utwór „Home” umieszczony na ścieżce dźwiękowej do filmu Clare Kilner Pretty Man, czyli chłopak do wynajęcia (2004). W lutym 2005 wydał album It’s Time, który promował m.in. coverem przeboju Niny Simone „Feeling Good”. Płyta rozeszła się w nakładzie ponad 6 mln egzemplarzy na świecie. Album spędził 72 tygodnie na pierwszym miejscu listy Billboard Jazz Albums. W listopadzie 2005 wydał drugi album koncertowy pt. Caught in the Act, za który był nominowany do nagrody Grammy w kategorii „najlepszy wykonawca tradycyjnego popu”. Tuż przed galą rozdania statuetek w wywiadzie dla „The Canadian Press” wyraził niezadowolenie z powodu nietransmitowania w telewizji rozdania nagród w jego kategorii, jednocześnie zapowiedział bojkot imprezy, twierdząc, że nagrodę i tak otrzyma Tony Bennett. Wyjaśnił: Czemu miałbym iść na rozdanie Grammy? Przecież przegram. Tak, przegram. W zasadzie mogą już od razu napisać jego nazwisko na tej przeklętej rzeczy. Nie idę. Słowa wywołały duże kontrowersje w mediach, a Bublé w wydanym oświadczeniu zapewnił, że jego wypowiedź była jedynie żartem, poza tym nie ma żalu do organizatorów wydarzenia oraz szczerze szanuje twórczość Bennetta.

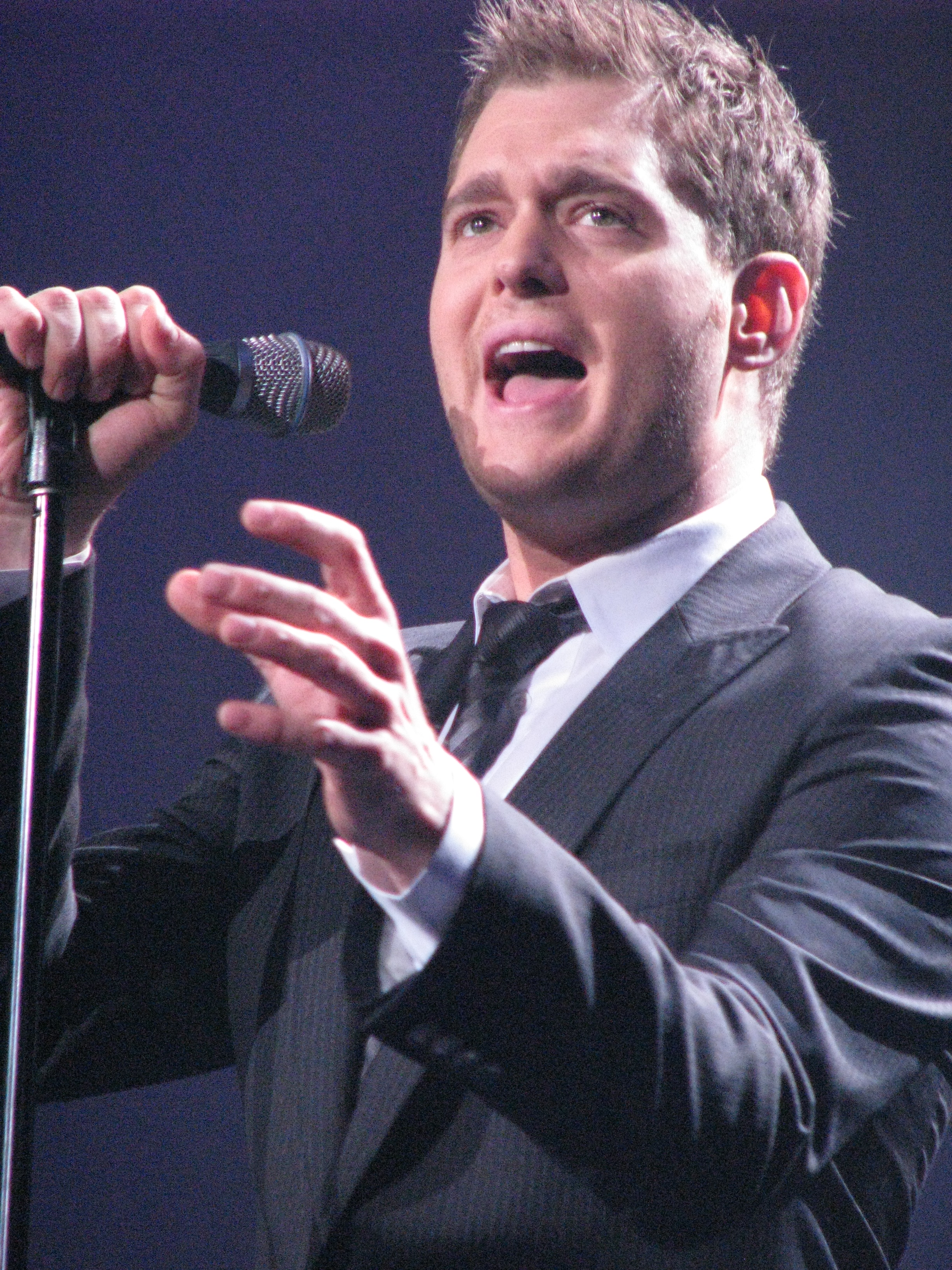
Michael Bublé (2008)

1 maja 2007 wydał album pt. Call Me Irresponsible, na którym – poza coverami jazzowych standardów – umieścił dwie autorskie piosenki: „Lost” i „Everything”. Za wydawnictwo odebrał swoją pierwszą w karierze nagrodę Grammy – za „najlepszy tradycyjny popowy album wokalny”. Płytę promował m.in. swoją wersją utworu „Me and Mrs. Jones”, która dotarła do pierwszego miejsca Listy Przebojów Programu Trzeciego za rok 2007. Sam album przez 57 tygodni pozostawał na pierwszym miejscu amerykańskiej listy Billboard Jazz Albums. W czerwcu 2009 wydał koncertowy album pt. Michael Bublé Meets Madison Square Garden. W sierpniu 2009 zakończył prace nad materiałem na kolejny album pt. Crazy Love, który wydał 9 października 2009. Album zadebiutował na pierwszym miejscu amerykańskiej listy Billboard 200 i przez 71 tygodnie pozostawał na szczycie notowania Billboard Jazz Albums. Na płycie umieścił m.in. autorski singiel „Haven’t Met You Yet”, którym zwrócił się w kierunku muzyki popowej i który stał się jego kolejnym międzynarodowym przebojem. W lutym 2010 pobiegł w finiszu sztafety z ogniem olimpijskim podczas ceremonii rozpoczęcia Zimowych Igrzysk Olimpijskich 2010 organizowanych w Vancouver.
W październiku 2011 wydał album pt. Christmas, na którym umieścił covery świątecznych przebojów, m.in. swoją interpretację piosenki Mariah Carey „All I Want for Christmas Is You”.
23 kwietnia 2012 po raz pierwszy wystąpił w Polsce, grając koncert w gdańskiej Ergo Arenie. W kwietniu 2013 wydał album pt. To Be Loved, który promował m.in. teledyskami do singli „It’s a Beautiful Day” i „You Make Me Feel So Young”. W kwietniu tego samego roku do sprzedaży trafiła jego autobiografia pt. „Na scenie. Poza sceną”, a w listopadzie premierę miał album Robbie’ego Williamsa pt. Swings Both Ways, na której znalazł się m.in. utwór „Soda Pop” nagrana przez wykonawcę w duecie z Bublé. Po wydaniu płyty To Be Loved wyruszył w kolejną międzynarodową trasę koncertową, obejmującą m.in. występ 4 listopada 2014 w Krakowie.
W październiku 2016 wydał album pt. Nobody But Me, który promował m.in. tytułowym singlem. Miesiąc po premierze płyty ogłosił przerwę w karierze spowodowaną chorobą nowotworową jego syna. Ze względu na sytuację rodzinną odwołał szereg zaplanowanych występów, m.in. podczas gali rozdania BBC Music Awards 2016 i Brit Awards 2017, którą miał także poprowadzić. W lipcu 2018 powrócił na scenę, grając koncert podczas festiwalu British Summer Time w Londynie. W listopadzie tego samego roku wydał album pt. Love, który promował podczas międzynarodowej trasy koncertowej, obejmującej m.in. dwa koncerty w Polsce.

## Życie prywatne
Był zaręczony z aktorką Debbie Timuss, jednak rozstali się w 2005. Następnie spotykał się z aktorką Emily Blunt, z którą pozostawał w nieformalnym związku do 2008. Pięć miesięcy po rozstaniu z Blunt poznał aktorkę Luisanę Lopilato, której oświadczył się w grudniu 2009 i z którą 31 marca 2011 wziął ślub cywilny w Buenos Aires. 27 sierpnia 2013 urodził się im syn Noah.
Jest miłośnikiem hokeja, w dorosłym życiu został współwłaścicielem klubu Vancouver Giants grającego w młodzieżowej lidze hokeja Western Hockey League.

## Dyskografia
- BaBalu (2001)
- Dream (2002)
- Michael Bublé (2003)
- It’s Time (2005)
- Call Me Irresponsible (2007)
- Crazy Love (2009)
- Christmas (2011)
- To Be Loved (2013)
- Nobody but Me (2016)
- Love (2018)
- Higher (2022)

## Filmografia
| Tytuł              | Rok  | Rola            | Uwagi             | Źródło |
| ------------------ | ---- | --------------- | ----------------- | ------ |
| Tylko w duecie     | 2000 | jako piosenkarz | film fabularny    | [ 65 ] |
| Totally Blonde     | 2001 | jako Van Martin | film fabularny    | [ 66 ] |
| Zimne pieklo       | 2003 | jako Hap        | film fabularny    | [ 67 ] |
| The Zen of Bennett | 2012 | jako on sam     | film dokumentalny | [ 68 ] |

## Nagrody i wyróżnienia
| Rok  | Kategoria                                 | Tytułem                                                             | Nagroda        | Nota      | Źródło |
| ---- | ----------------------------------------- | ------------------------------------------------------------------- | -------------- | --------- | ------ |
| 2004 | Nowy artysta roku                         |                                                                     | Nagroda Juno   | Wygrana   | [ 21 ] |
| 2004 | Album roku                                | Michael Bublé                                                       | Nagroda Juno   | Nominacja | [ 21 ] |
| 2006 | Popowy album roku                         | Michael Bublé                                                       | Nagroda Juno   | Wygrana   | [ 21 ] |
| 2006 | Album roku                                | Michael Bublé                                                       | Nagroda Juno   | Wygrana   | [ 21 ] |
| 2006 | Singiel roku                              | „Home”                                                              | Nagroda Juno   | Wygrana   | [ 21 ] |
| 2006 | Artysta roku                              |                                                                     | Nagroda Juno   | Wygrana   | [ 21 ] |
| 2006 | Wybór fanów                               |                                                                     | Nagroda Juno   | Nominacja | [ 21 ] |
| 2007 | Najlepszy tradycyjny popowy album wokalny | Call Me Irresponsible                                               | Nagroda Grammy | Wygrana   | [ 69 ] |
| 2007 | Wybór fanów                               |                                                                     | Nagroda Juno   | Nominacja | [ 21 ] |
| 2008 | Wybór fanów                               |                                                                     | Nagroda Juno   | Wygrana   | [ 21 ] |
| 2008 | Artysta roku                              |                                                                     | Nagroda Juno   | Nominacja | [ 21 ] |
| 2008 | Album roku                                | Call Me Irresponsible                                               | Nagroda Juno   | Nominacja | [ 21 ] |
| 2008 | Popowy album roku                         | Call Me Irresponsible                                               | Nagroda Juno   | Nominacja | [ 21 ] |
| 2009 | Najlepszy tradycyjny popowy album wokalny | Michael Bublé Meets Madison Square Garden                           | Nagroda Grammy | Wygrana   | [ 69 ] |
| 2009 | Singiel roku                              | „Lost”                                                              | Nagroda Juno   | Nominacja | [ 21 ] |
| 2010 | Najlepszy tradycyjny popowy album wokalny | Crazy Love                                                          | Nagroda Grammy | Wygrana   | [ 69 ] |
| 2010 | Artysta roku                              |                                                                     | Nagroda Juno   | Nominacja | [ 21 ] |
| 2010 | Singiel roku                              | „Haven’t Met You Yet”                                               | Nagroda Juno   | Wygrana   | [ 21 ] |
| 2010 | Popowy album roku                         | Crazy Love                                                          | Nagroda Juno   | Wygrana   | [ 21 ] |
| 2010 | Album roku                                | Crazy Love                                                          | Nagroda Juno   | Wygrana   | [ 21 ] |
| 2010 | Autor roku                                | „Haven’t Met You Yet” i „Hold On” (z Alanem Changiem)               | Nagroda Juno   | Nominacja | [ 21 ] |
| 2010 | Wybór fanów                               |                                                                     | Nagroda Juno   | Wygrana   | [ 21 ] |
| 2011 | Wybór fanów                               |                                                                     | Nagroda Juno   | Nominacja | [ 21 ] |
| 2012 | Album roku                                | Christmas                                                           | Nagroda Juno   | Wygrana   | [ 21 ] |
| 2012 | Artysta roku                              |                                                                     | Nagroda Juno   | Nominacja | [ 21 ] |
| 2012 | Wybór fanów                               |                                                                     | Nagroda Juno   | Nominacja | [ 21 ] |
| 2013 | Najlepszy tradycyjny popowy album wokalny | To Be Loved                                                         | Nagroda Grammy | Wygrana   | [ 69 ] |
| 2013 | Wybór fanów                               |                                                                     | Nagroda Juno   | Nominacja | [ 21 ] |
| 2014 | Artysta roku                              |                                                                     | Nagroda Juno   | Nominacja | [ 21 ] |
| 2014 | Album roku                                | To Be Loved                                                         | Nagroda Juno   | Nominacja | [ 21 ] |
| 2014 | Popowy album roku                         | To Be Loved                                                         | Nagroda Juno   | Nominacja | [ 21 ] |
| 2014 | Singiel roku                              | „It’s a Beautiful Day”                                              | Nagroda Juno   | Nominacja | [ 21 ] |
| 2015 | Wybór fanów                               |                                                                     | Nagroda Juno   | Wygrana   | [ 21 ] |
| 2018 | Album roku                                | Nobody But Me                                                       | Nagroda Juno   | Nominacja | [ 21 ] |
| 2018 | Album roku – adult contemporary           | Nobody But Me                                                       | Nagroda Juno   | Wygrana   | [ 21 ] |
| 2019 | Artysta roku                              |                                                                     | Nagroda Juno   | Nominacja | [ 21 ] |
| 2019 | Album roku – adult contemporary           | Love                                                                | Nagroda Juno   | Nominacja | [ 21 ] |
| 2019 | Producent roku                            | „My Funny Valentine” i „Where or When” (z Jochemem van der Saagiem) | Nagroda Juno   | Nominacja | [ 21 ] |
| 2020 | Album roku                                | Love                                                                | Nagroda Juno   | Nominacja | [ 21 ] |
| 2022 | Najlepszy tradycyjny popowy album wokalny | Higher                                                              | Nagroda Grammy | Wygrana   | [ 70 ] |